# 李毅 (足球运动员)
李毅（1979年6月20日—），绰号大帝、李毅大帝，生于安徽省蚌埠市，网络名人、足球教练，退役中国足球运动员，司职前鋒，前中国国家足球队隊員。

## 球员生涯

### 早年
李毅于1990年来到了火车头队，因为他父母是安徽蚌埠火车系统的员工，李毅也成为了火车头足球队的一员，1997年李毅在火车头队初露峥嵘。1997年底，火车头队从甲B降入乙级。1998年7月，李毅从铁路中专毕业，被分配到蚌埠铁路分局。

### 转会风波
1998年，火车头队成绩不佳，没能升入甲B，球队陷入困境。处在甲A的深圳足球俱乐部看中了火车头队裡的数名球员。两俱乐部达成合作协议，火车头队将15名球员卖给深圳足球俱乐部，李毅在这15人之中。合作协议上报中国足协后，足协于12月16日发布“体足字(1998) 419号”文件《关于对深圳俱乐部与火车头俱乐部合作中有关部门的批复》，认为深圳俱乐部与火车头俱乐部的合作协议无效，因为“俱乐部整体转让球队，必须是俱乐部在该球队中拥有所有权的全部球员的所有权转让，不是部分球员转让，也不是使用权转让。”（文件第四款）这一年申请转会的截止日期是12月14日，按照规定，李毅等15名球员已经错过了报名转会的机会。但是，中国足协一直在催促火车头俱乐部将15名球员挂牌出售，时任中国足协职业部主任马克坚称直到12月22日晚还在催促火车头俱乐部。12月23日，摘牌大会上，李毅起初没有上榜。第五轮摘牌结束，休息过后，马克坚公布火车头队球员李毅上榜。按照顺序，大连万达、上海申花都放弃摘牌，北京国安摘得了李毅。沈阳海狮足球俱乐部副总经理章健当场质疑马克坚。沈阳海狮队本想摘下时为国奥队前锋的李毅，但起初李毅不在榜上，李毅上榜后又由于顺序问题被北京国安抢到。章健认为中国足协不按规则将李毅挂牌，摘牌五轮后李毅才上榜是不合理的。火车头队和北京国安之后也没能达成一致，火车头开价50万元，但北京国安只愿意出30万元。李毅本人则希望到深圳平安效力。1999年1月28日，李毅向中国足协递交了撤牌申请。根据规定，一旦李毅撤牌，他就将失去转会的机会。由于中国足协这时已经承认了火车头与深圳俱乐部的合作协议，李毅此时已经属于深圳队。当日下午，中国足协回复深圳平安俱乐部，表示不支持李毅的撤牌申请。深圳俱乐部随即提出异议，称李毅上榜时未经过李毅本人同意，这不符合规定，而李毅撤牌是符合规则的。最终，北京国安付出了35万元的租借费，租借李毅一年。李毅就此披上了北京国安队16号球衣。
有评论认为，中国足协的举动是在搞平衡，之前深圳平安与北京国安对李玮锋归属的争议中，足协把李玮锋判给了深圳平安。2001年，深圳平安前副领队李宏文透露，中国足协当时要求火车头队将李毅外租一年才能承认火车头将球员转让给深圳平安。他还透露，1998年底的转会摘牌大会上，是中国足协临时要求火车头俱乐部替李毅填表申请挂牌，此时李毅还在国外。事后，深圳俱乐部向足协申诉，足协官员坚决要求深圳服从足协决定，但只字不提转会规则。

### 在北京
1999年的上半年，时任北京国安主教练沈祥福决定让李毅担任主力前锋。一个赛季中，他打入四球。3月28日，主场4比0战胜沈阳海狮的比赛中，李毅打入自己在顶级联赛的首粒入球，将比分扩大到3比0。5月9日，球队主场1比0战胜山东鲁能的比赛中，李毅与队友完成了一次精彩的任意球配合，他接到李东波发出的任意球，推射破门。
7月13日，足协杯四分之一决赛客场面对山东鲁能，李毅在第78分钟与鲁能后卫李明发生摩擦，被双双红牌罚下。事后，李毅被禁赛一场。然而，9月9日客场对阵山东鲁能时，李毅与对方球员发生冲突，拳击对手，被红牌逐出场外。事后，中国足协决定追罚李毅停赛七场，罚款一万元人民币。由于此时联赛已近尾声，未执行的停赛延续到2000赛季。赛季结束后，租借到期的李毅回到深圳平安。

### 在深圳
2000年李毅在结束和北京国安的租借后回到深圳平安。因为背了三场停赛，到第四轮对青岛海牛时李毅才第一次为深圳队上场。李毅在深圳队的第1年就进了8个球，此后3个赛季的进球数始终保持在两位数上。2003年，成为甲A射手王。朱广沪执教深圳时期球队的锋线尖刀，其出色的奔跑能力弥补了其门前一脚欠佳的短板。在深圳期间，李毅和堤亚哥的组合是甲A联赛最有威胁的锋线。
2004年亚洲杯，李毅作为中国国家队主力前锋表现不甚理想，尤其于决赛对阵日本时屡次浪费进球良机。2006年世界杯预选赛本是李毅表现的绝佳机会，然而李毅居然颗粒无收。
2005年3月，朱广沪成为中国国家足球队主教练，李毅成了国家队雷打不动的主力，同年亚冠比赛中，深圳健力宝与沙特阿拉伯球队阿尔阿赫利在1/4决赛中相遇，首回合的客场比赛中，深圳健力宝以1-2不敌对手，9月21日主场作战的深圳队以2-1战胜阿尔阿赫利队，根据规则只能进行加时决战，李毅在加时赛中打进了绝杀进球，帮助球队杀进四强。这场比赛是李毅职业生涯的代表作。

### 在陕西
2007年2月1日，李毅以140万人民币正式转会陕西浐灞，对他个人而言是一个全新的开始，对深圳队而言却是一个时代的结束。深圳队从此彻底告别大佬时代，转变成一支由新球员组成的青年球队。同年11月14日举行的中超最后一轮武汉光谷队主场对陝西浐灞的比赛中，李毅为陝西队攻入一球，結束了自己几乎持续整个赛季的进球荒，但该场比赛陝西队仍以1-2告负。
2010年由于陕西浐灞引进了多名有实力的球员，李毅便在陕西队丧失了上场的机会，同时朱广沪在陕西队下课李毅亦很快在陕西队在客场打完青岛中能的比赛之后，李毅收拾行李离开了西安，返回深圳。

## 教练生涯
回到深圳后，李毅除了偶尔客串足球比赛解说嘉宾外，亦曾经在老东家深圳红钻队参加训练以保持状态。2011年赛季前一度被认为有望重返深圳队效力。但由于转会名额有限，最终深圳红钻主教练特鲁西埃决定放弃李毅。最终，李毅決定退役並加入深圳红钻教练组成为球队的助理教练。
2013年11月，深圳红钻战绩不佳，特鲁西埃不再续约球队。原助理教练李毅担任深圳红钻代理主教练，2014年带领球队获得中甲联赛第8名。2015年深圳队在前4轮联赛只得3平1负成绩不佳，4月12日，深圳队官方宣布李毅不再担任职业队主教练，但李毅仍然是俱乐部的签约教练，担任俱乐部开展青少年足球、校园足球和社会足球的技术指导专员。 
2019年，李毅加入中超球队河北华夏幸福主教练谢峰的教练组。2020年7月，中甲球队四川九牛宣布李毅成为球队主教练。

## 解说员
李毅在2014年11月开始与詹俊搭档在PPTV解说英超比赛。

## 轶闻

### 我的护球像亨利及帝吧
李毅“护球像亨利”的传闻使他在2005年开始成为網路名人。不过事实上李毅从来没有这样说过，他在2005赛季亚洲冠军联赛小组赛最后一轮深圳健力宝主场1比0击败水原三星获得小组出线权后接受采访时曾经提到过亨利，当时他的意思是“亚冠小组赛最后一场我们1：0领先对手，最后时间需要顶住对方的反扑。既然规则允许，那么前锋就可以把球护到对方的边角附近，就像亨利做的那样”，结果被媒体曲解成“李毅护球很像亨利”。媒体的报道在网路上引起了极大的轰动，于是便有网友在百度贴吧的李毅吧写了《李毅大帝本纪》，李毅因此成为网络名人，李毅吧也因此事成为热门贴吧，此後作为屌丝的发祥地，出现了“屌丝”、“鲁瑟”、“飞蝗芜湖”、“高富帅”等诸多网路热门词汇，李毅吧也被叫做“帝吧”（据“亨利大帝”称李毅为“李毅大帝”）。

### 天亮了
2005赛季，深圳队主教练朱广沪被中国足协选中进入国家队担任主教练，迟尚斌接任主帅一职，迟尚斌上任后欲从严治军，和李毅、李玮锋等老球员产生分歧，新赛季深圳队开局九轮不胜，5月17日迟尚斌下课。迟尚斌下课之后，记者采访李毅：“迟尚斌下课你什么感觉？”李毅公开与迟尚斌之间的矛盾：“天亮了……应该有一种循环吧，善有善报，恶有恶报。”这段话在中国足坛引起轩然大波。
不过在2011年5月4日举行的2011年中国足协杯第一轮，深圳红钻主场迎战大连阿尔滨赛前入场仪式时，李毅率先向迟尚斌道歉：“迟导，对不起，当时是我太冲动了……”